# Kievajärvi (Jukkasjärvi socken, Lappland)
Kievajärvi är en sjö i Kiruna kommun i Lappland och ingår i Torneälvens huvudavrinningsområde. Sjön har en area på 0,207 kvadratkilometer och ligger 344,9 meter över havet. Kievajärvi ligger i Torneträsk-Soppero fjällurskog Natura 2000-område.

## Delavrinningsområde
Kievajärvi ingår i det delavrinningsområde (754743-176463) som SMHI kallar för Ovan VDRID = Saarilompolonjoki i Lainioälvens vat*. Medelhöjden är 359 meter över havet och ytan är 66,96 kvadratkilometer. Räknas de 253 avrinningsområdena uppströms in blir den ackumulerade arean 4 036,53 kvadratkilometer. Lainioälven som avvattnar avrinningsområdet har biflödesordning 2, vilket innebär att vattnet flödar genom totalt 2 vattendrag innan det når havet efter 332 kilometer. Avrinningsområdet består mestadels av skog (58 procent) och sankmarker (37 procent). Avrinningsområdet har 2,65 kvadratkilometer vattenytor vilket ger det en sjöprocent på 4 procent.